# Zaglauer Bach
Der Zaglauer Bach ist ein Bach in den Gemeinden Aigen-Schlägl und Ulrichsberg in Oberösterreich. Er ist ein Zufluss der Großen Mühl.

## Geographie
Der Bach entspringt in der Gemeinde Ulrichsberg auf einer Höhe von 719 m ü. A. Seine Quelle liegt am Nordosthang des Hochbühels. Er weist eine Länge von 1,73 km auf. Für etwa die letzten beiden Drittel verläuft er entlang der Gemeindegrenze von Ulrichsberg und Aigen-Schlägl. Der Zaglauer Bach mündet gegenüber dem Weiler Bruckhäuseln auf einer Höhe von 548 m ü. A. rechtsseitig in die Große Mühl. In seinem 1,55 km² großen Einzugsgebiet liegen Teile der namensgebenden Ortschaft Zaglau.

## Umwelt
Der Zaglauer Bach ist Teil der 22.302 Hektar großen Important Bird Area Böhmerwald und Mühltal. Sein Mündungsbereich gehört zum 9.350 Hektar großen Europaschutzgebiet Böhmerwald-Mühltäler.